# Шпрингфельд, Павел Александрович
Па́вел Алекса́ндрович Шпри́нгфельд (21 января 1912, Екатеринодар — 2 октября 1971, Москва) — советский актёр театра и кино, Заслуженный артист РСФСР (1969).

## Биография
Родился 21 января 1912 года в Екатеринодаре. Его отец Александр Николаевич происходил из немцев, работал часовым мастером, скончался в 1919 году. Мать Евдокия — русская, батрачила на зажиточных крестьян, затем до 1933 года работала прачкой. В 1928 году окончил школу-восьмилетку и устроился на Краснодарский маслобойный завод. Там он записался в драмкружок самодеятельности. Вскоре руководитель кружка направил его на обучение в Москву.
С 1930 по 1933 годы учился в Московском театральном институте. После окончания служил в московских театрах: с 1933 года — в Театре рабочей молодёжи (ТРАМ; ныне — «Ленком»), с 1938 года — в Театре им. Моссовета. В ТРАМе режиссёр Илья Судаков занимал актёра не только в традиционных для него комических, но и в драматических ролях: он играл Павку Корчагина в спектакле по роману Николая Островского «Как закалялась сталь», Илюшу Солнышкина в «Дальней дороге» по пьесе Алексея Арбузова и других. Там же он познакомился с актрисой Валентиной Половиковой (в будущем Серовой), которая стала его близким другом, а затем и партнёром по съёмкам в фильме «Сердца четырёх». В этом фильме можно увидеть наколку «ПШ» между большим и указательным пальцем — инициалы актёра.
В Театре им. Моссовета режиссёры не давали ему больших ролей. Театральная карьера актёра не сложилась, и в конце 1930-х годов он пришёл в кино и начал много сниматься. Дебютная роль — роль вора Васьки Грачика в фильме «Мои университеты» Марка Донского. С 1940 года был актёром киностудии «Союздетфильм».
С началом Великой Отечественной войны он был эвакуирован в Алма-Ату, где стал актёром Центральной объединённой киностудии. По возвращении из эвакуации в 1945 году был принят в Театр-студию киноактёра, где работал до конца жизни. Играл Гульда в «Счастье Гарри Смита», Ковалевского в «Софье Ковалевской», Мордвинова в «Ушакове» и художника Рябовского в «Попрыгунье» по А. П. Чехову.
Там же в театре он познакомился со своей женой — актрисой Клавдией Хабаровой, которая была младше его на шестнадцать лет. В 1959 году у пары родилась дочь Евдокия Хабарова, которую назвали в честь матери актёра. Она окончила МГПИ им. В. И. Ленина и киноведческий факультет ВГИКа, работала руководителем отдела рекламы газеты «Коммерсантъ», занималась издательской деятельностью, в том числе выпуском журнала «Медведь».
Самой знаменитой его ролью стала роль Глеба Заварцева в комедии «Сердца четырёх». Картина с успехом шла не только в отечественном, но и в зарубежном прокате. Одна из американских газет назвала актёра «советским Бастером Китоном».
В дальнейшем за актёром закрепилось амплуа мастера эпизода. Снялся в 109 картинах. Для фильмов и проб он гримировался сам. Любил сниматься на Кубани, откуда был родом. Во время работы над комедией «Стряпуха» сдружился с Георгием Юматовым. Кроме того, много гастролировал по стране с концертами.
В 1950-х годах он был арестован по ложному доносу и сослан в лагерь, однако Валентина Серова с помощью своего влиятельного мужа Константина Симонова сумела добиться освобождения друга и на время поселила его у себя в московской квартире. По версии, озвученной Виталием Вульфом в передаче «Серебряный шар», актёр был репрессирован ещё в годы войны из-за своего немецкого происхождения. Он всю жизнь помнил о том, что Серова сделала для него, и всячески пытался помогать ей во времена её невостребованности в театре и кино.
Скончался от сердечной недостаточности 2 октября 1971 года, так и не увидев своей последней работы — роли гардеробщика с уголовным прошлым в картине «Джентльмены удачи», вышедшей на экраны в декабре того же года. Похоронен на Ваганьковском кладбище (56 уч.).

## Признание и награды
- Заслуженный артист РСФСР (1969).

## Фильмография
1. 1939 — Мои университеты — Васька Грачик
2. 1940 — Яков Свердлов — Алексей Сухов
3. 1941 — Танкер «Дербент» — Тарумов
4. 1941 — Сердца четырёх — Глеб Заварцев
5. 1941 — В тылу врага —  боец Баландин
6. 1941 — Патриотка — танкист Зотов
7. 1941 — Первопечатник Иван Фёдоров — царь Иван Грозный
8. 1942 — Железный ангел — лётчик
9. 1942 — Швейк готовится к бою — подпольщик
10. 1942 — Сын Таджикистана — Гафиз Сангин
11. 1943 — Лермонтов — Одоевский
12. 1943 — Новые похождения Швейка — Марко
13. 1944 — Свадьба — гость
14. 1945 — Близнецы — Листопадов-сын
15. 1945 — Здравствуй, Москва! — пассажир 9-го вагона
16. 1947 — За тех, кто в море — Андрей Клобуков
17. 1947 — Мальчик с окраины — лётчик
18. 1951 — Тарас Шевченко — П. А. Кулиш
19. 1953 — Адмирал Ушаков — Орфано
20. 1953 — Корабли штурмуют бастионы — Орфано
21. 1953 — Нахлебник — Тропачёв
22. 1954 — Дети партизана — предатель Глушка
23. 1955 — Крушение эмирата — интервент
24. 1956 — Иван Франко — Гжибович
25. 1956 — Убийство на улице Данте — жених
26. 1956 — Дело № 306 — связной
27. 1956 — Дорога правды — официант
28. 1956 — Костёр бессмертия — инквизитор
29. 1957 — Крутые ступени — Крюгер
30. 1957 — Рождённые бурей — слесарь Глушко
31. 1957 — Штепсель женит Тарапуньку — автомоделист
32. 1957 — Дорогой ценой — Гица
33. 1957 — Случай в пустыне — сержант
34. 1958 — Флаги на башнях — Чернявин
35. 1958 — Страницы былого — граф
36. 1958 — Жизнь прошла мимо — заключённый
37. 1958 — Капитанская дочка
38. 1959 — Заре навстречу — Авдеев
39. 1959 — Аннушка — покупатель чулков
40. 1960 — Летающий корабль — Ясат, брат Змея
41. 1960 — Тишина — Головин
42. 1960 — Хмурый Вангур — Борис Пушкарёв
43. 1960 — Хлеб и розы — белогвардейский капитан
44. 1961 — Чёртова дюжина — Семён Фёдорович
45. 1961 — Суд сумасшедших — Билл
46. 1961 — Девять дней одного года — гость-физик на свадьбе
47. 1962 — В мёртвой петле — фра Дияволо
48. 1962 — Гусарская баллада — французский офицер Летье
49. 1963 — Подсолнух (короткометражный) — отец Ули
50. 1963 — Город — одна улица — аптекарь
51. 1963 — Конец и начало — Михалис
52. 1963 — Стёжки-дорожки — Гаврила Кондратьевич Дудка
53. 1964 — Гранатовый браслет — боцман
54. 1964 — Армия «Трясогузки» — обходчик
55. 1964 — Мирное время — Глуховский
56. 1965 — Пакет — психически больной старик
57. 1965 — Гиперболоид инженера Гарина — Гастон
58. 1965 — Двадцать лет спустя — наборщик
59. 1965 — Стряпуха — конферансье «Жак»
60. 1965 — Три времени года — Иван Данилович
61. 1965 — Чистые пруды — отец Нины
62. 1966 — Совесть — Птенцов
63. 1966 — Зимнее утро — редактор газеты
64. 1966 — Город мастеров — бургомистр Мушерон
65. 1966 — Чёрт с портфелем — Евгений Евгеньевич
66. 1966 — Просто девочка — редактор
67. 1967 — Места тут тихие — старшина Цыбулька
68. 1967 — Пароль не нужен — Моисей Соломонович, метранпаж
69. 1968 — Любовь Серафима Фролова — дед Насти Силиной
70. 1968 — Хозяин тайги — Степан
71. 1969 — Старый дом — генерал Дубельт
72. 1969 — Король манежа — дежурный по станции
73. 1969 — «Каждый вечер в одиннадцать» — прохожий у телефонной будки (нет в титрах)
74. 1970 — Карусель — племянник усопшего
75. 1970 — Дети (короткометражный) — начальник станции
76. 1970 — Бег — белый контрразведчик Скунский
77. 1970 — Удивительный заклад — Хранид, владелец ломбарда
78. 1971 — Держись за облака — журналист
79. 1971 — Старый автобус (короткометражный)
80. 1971 — Джентльмены удачи — гардеробщик Прохоров